# Аулебен
Аулебен (нем. Auleben) — деревня в Германии, в земле Тюрингия. Входит в состав города Херинген (Хельме) района Нордхаузен.
Население составляет 1060 человек (на 31 декабря 2006 года). Занимает площадь 19,45 км².